# نصر الدين شريفي
نصر الدين شريفي مدرب كرة قدم ومحضر بدني جزائري من مواليد 21 ماي 1977م بمدينة غليزان كما يعمل مستشار في الإتحاد الإفريقي لكرة القدم إضافة كونه مكون للمحضرين البدنيين المعتمدين من قبل الفيفا

## مسيرته
| سنوات      | منصب       | الفرق والهيئات          |
| ---------- | ---------- | ----------------------- |
| 2010       | مسؤول حكام | الجزائر                 |
| 2017       | محضر بدني  | سريع غليزان             |
| 2017-2018  | محضر بدني  | مولودية وهران           |
| 2018 -2013 | محضر بدني  | المنتخب الوطني الجزائري |
| 2013       | مستشار     | الكاف                   |